# František Josef Šafařovic
František Josef Šafařovic, též František Šafářovic nebo Šafařovič (18. července 1838 Písek – 8. května 1898 Oděsa) byl český malíř.

## Život
Narodil se v rodině píseckého soukenického mistra Matěje Šafářoviče a jeho manželky Dominiky.
Malířství studoval ve Vídni, Mnichově a Paříži a od února 1866 do roku 1870 na pražské Akademii u profesorů profesora Trenkwalda a Emanuela Roma.
Okolo roku 1885 pobýval v Bělehradě. Učil kreslení na reálce v Litoměřicích, v Písku vyučoval kreslení ve svém bytě v roce 1864; učitelskou dráhu opustil a zřídil si ateliér na Smíchově, později na Žižkově. Na sklonku života byl učitelem na umělecké škole v Oděse, kam odešel roku 1892, a kde také zemřel.

## Dílo
František Šafařovic byl hodnocen jako kvalitní portrétista, úroveň jeho umění ocenil i Miroslav Tyrš. Byl též autorem oltářních obrazů.

## Galerie

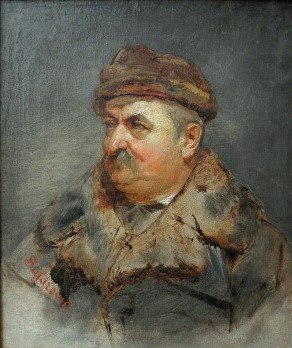
František Josef Šafařovic: Portrét
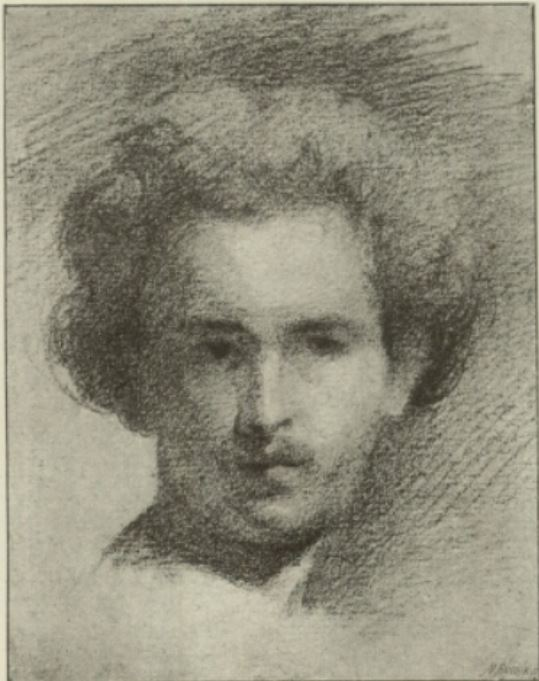
František Josef Šafařovic: Studie (před rokem 1887)
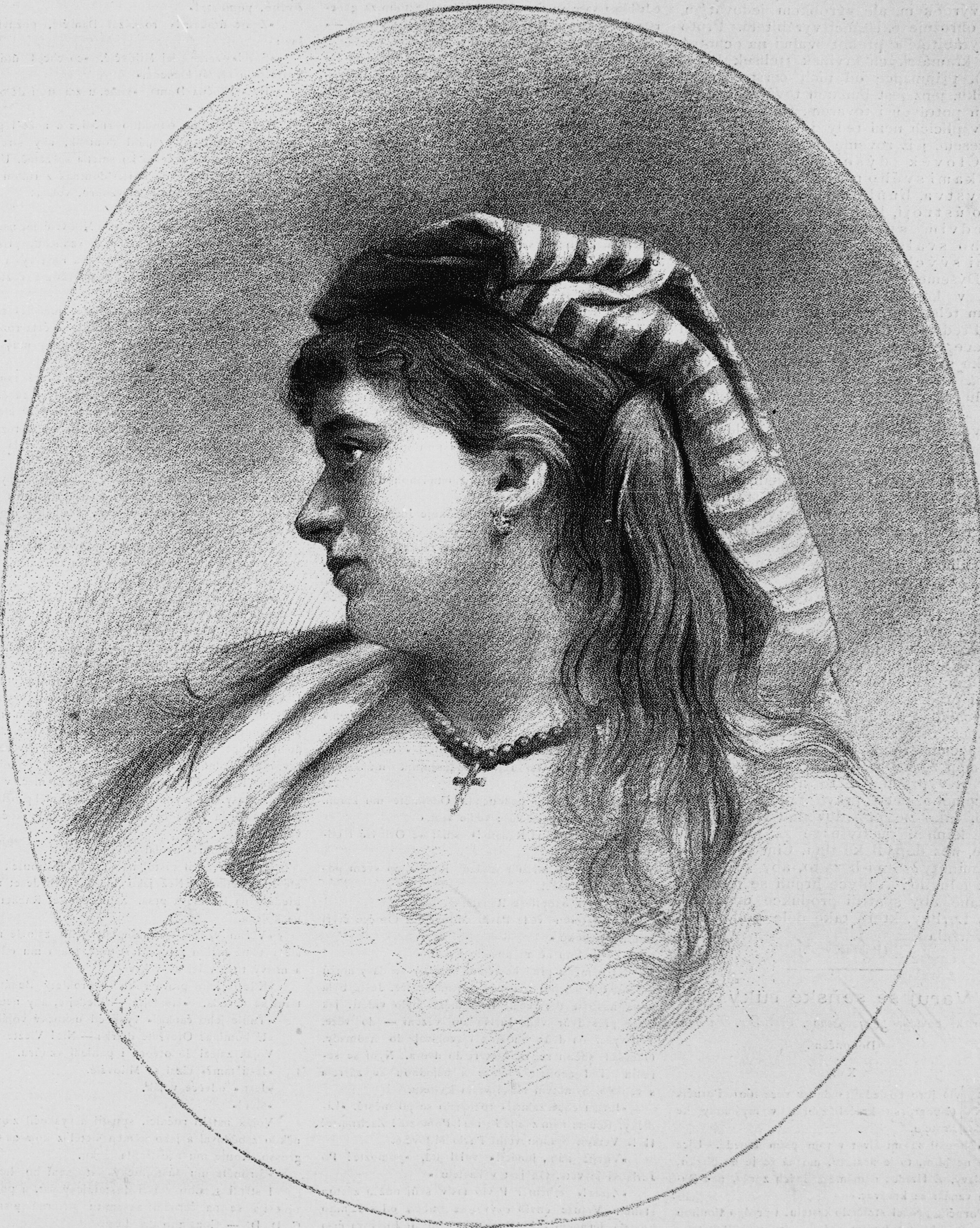
František Šafařovic: Graziella (vlašská studie, Světozor 1882)
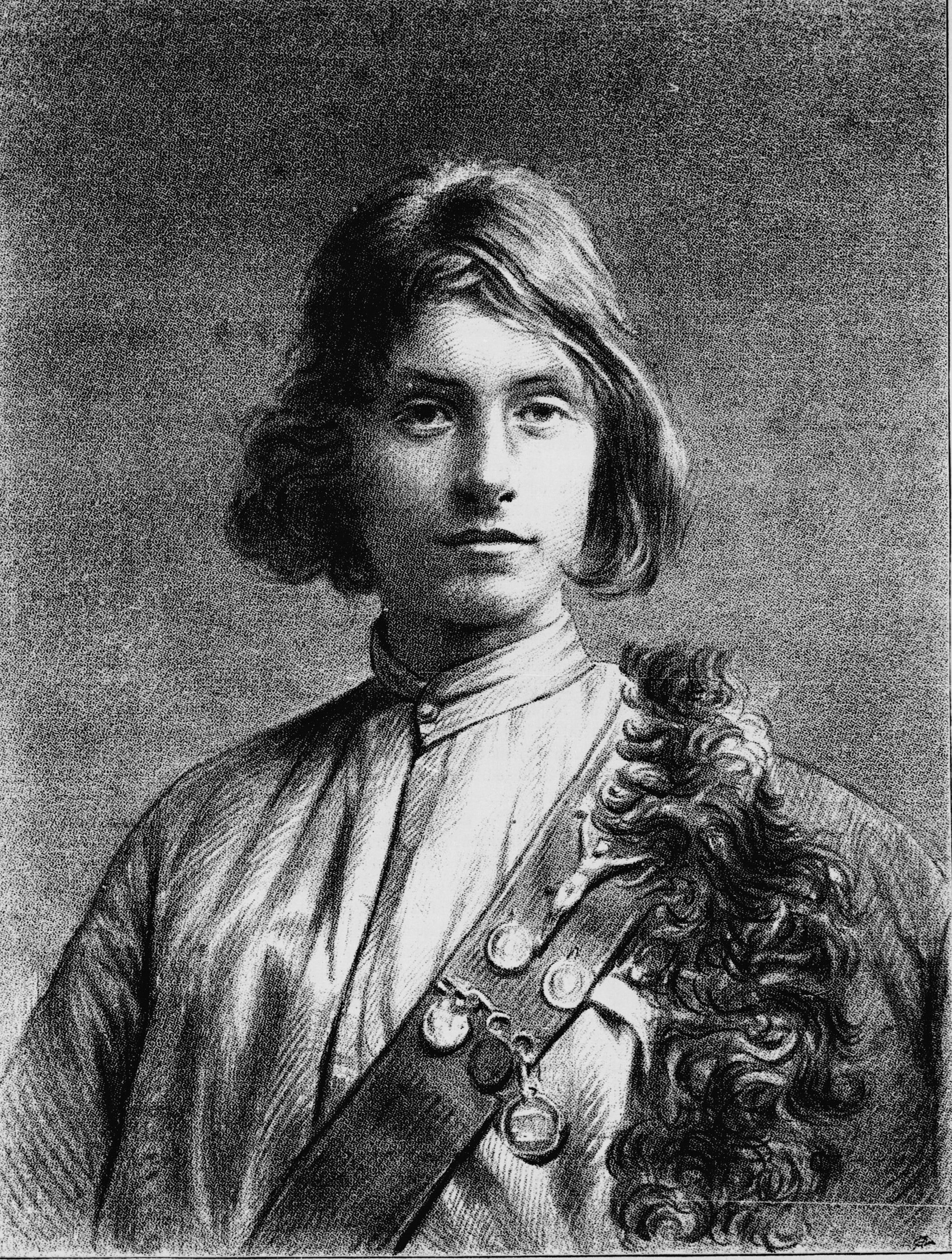
František Šafařovic: Chudý syn Tater slovenských (Světozor 1883)

## Zajímavosti
- Při křtu bylo dítě omylem zapsáno jako Anna Šafařicová, křestní jméno bylo opraveno na František Josef roku 1855.[4]
- František Šafařovic byl mezi jiným učitelem kreslení Renáty Fügnerové, pozdější manželky Miroslava Tyrše.[9] Od roku 1874 učil též po několik let kreslení sestru Elišky Krásnohorské Bohdanku.[10]